# TechTeam
TechTeam este o companie furnizoare de servicii de outsourcing din Statele Unite.
În anul 2008 compania a avut venituri de 260 milioane de dolari.

## TechTeam în România
Compania a intrat pe piața din România în 2004, iar în octombrie 2005 a achiziționat compania locală de software Akela, înființată în 1998 de Lucian Butnaru, pentru suma de 3 milioane de euro.
În decembrie 2007, cele două divizii ale TechTeam (TechTeam Global și TechTeam Akela) aveau aproximativ 600 de angajați în România.
În anul 2008, TechTeam Akela a obținut venituri de 9,3 milioane de dolari cu un număr de 180 de angajați.